# Perekali, Demîdivka
Perekali (în ucraineană Перекалі) este un sat în comuna Vîșneve din raionul Demîdivka, regiunea Rivne, Ucraina.

## Demografie
Componența lingvistică a localității Perekali
     Ucraineană (99,7%)
     Alte limbi (0,3%)
Conform recensământului din 2001, majoritatea populației localității Perekali era vorbitoare de ucraineană (99,7%), existând în minoritate și vorbitori de alte limbi.